# Wendy Simonds
Wendy Simonds (* 1962) ist eine US-amerikanische Soziologin, die als Professorin an der Georgia State University lehrt. 2011/12 amtierte sie als Präsidentin der Society for the Study of Social Problems.
Simonds machte 1984 ihr Bachelor-Examen an der University of Pennsylvania und wurde 1990 an der City University of New York zur Ph.D. promoviert. Von 1990 bis 1996 war sie Assistant Professor an der Emory University, seit 1996 wirkt sie an der Georgia State University, erst als Assistant Professor, dann als Associate Professor und seit 2009 als Full Professor am Department of Sociology. Ihre Schwerpunkte sind die Medizinsoziologie und die Soziologie der Sexualität.

## Schriften (Auswahl)
- Hospital land USA. Sociological adventures in medicalization. Routledge, Taylor & Francis Group, New York 2017, ISBN 978-0-41574-807-0.
- Abortion at work. Ideology and practice in a feminist clinic. Rutgers University Press, New Brunswick 1996, ISBN 0813522447.
- Women and self-help culture. Reading between the lines. Rutgers University Press, New Brunswick 1992, ISBN 0813518334.
- Mit Barbara Katz Rothman: Centuries of solace. Expressions of maternal grief in popular literature.  Temple University Press, Philadelphia 1992. ISBN 0877229317.